# Со Хьо Сон
Со Хьо Сон (20 вересня 1966) — південнокорейська хокеїстка на траві.
Срібна призерка Олімпійських Ігор 1988 року.
Переможниця Азійських ігор 1986 року.